# SegaSonic the Hedgehog
SegaSonic the Hedgehog (セガソニック・ザ・ヘッジホッグ SegaSonikku za Hejjihoggu?) es un videojuego de plataformas con vista isométrica desarrollado y publicado por Sega. Es un videojuego de arcade perteneciente la serie de Sonic the Hedgehog, que sigue a Sonic the Hedgehog y sus amigos Mighty the Armadillo y Ray the Flying Squirrel, quienes deben escapar de una isla luego de ser secuestrados por el antagonista de la serie, Doctor Eggman. Los jugadores usan un trackball para mover a los personajes y escapar de la isla lo más rápido posible, esquivando obstáculos y recogiendo anillos. El videojuego fue desarrollado por la división de arcade de Sega, Sega AM3; fue diseñado para recapturar el espíritu de los videojuegos de Sonic de Sega Genesis y se inspiró en el videojuego de 1984, Marble Madness.
El videojuego fue lanzado en salones recreativos japoneses en octubre de 1993. Nunca se ha vuelto a relanzar; los planes de adaptar el videojuego a la plataforma 32X de Sega nunca se materializaron, y el videojuego fue excluido de la colección de videojuegos de Sonic, Sonic Gems Collection (2005) debido a problemas con la replicación del sistema de control del trackball en un controlador estándar. En el momento del lanzamiento, SegaSonic the Hedgehog recibió críticas altamente positivas de Electronic Gaming Monthly y Computer and Video Games por sus gráficos y jugabilidad. Los periodistas que escriben en retrospectiva han estado más divididos. El videojuego marcó el debut de los personajes de Sonic, Mighty y Ray; ambos han reaparecido esporádicamente en la franquicia.

## Jugabilidad
SegaSonic the Hedgehog es un videojuego de plataformas y acción cuya jugabilidad es similar a Marble Madness (1984). Los jugadores controlan tres personajes: Sonic the Hedgehog, Mighty the Armadillo y Ray the Flying Squirrel, que pueden ser controlados por un solo jugador o simultáneamente con otros dos jugadores. La historia sigue a los tres personajes después de que el antagonista de la serie, el Doctor Eggman, los atrapa en su isla. Se unen para escapar, y deben esquivar varios obstáculos y peligros para llegar a Eggman en su base, la Eggman Tower.
El videojuego se desarrolla en varios niveles, que deben completarse en el menor tiempo posible. Los jugadores usan un trackball para controlar la velocidad y dirección de los personajes desde una perspectiva isométrica, y un botón para hacer que un personaje salte y realice un Spin Attack. Cada personaje tiene una barra de salud, que se agota cuando el jugador cae en las trampas; los jugadores pierden una vida si la barra se vacía. La salud puede recuperarse recolectando anillos que están dispersos por el recorrido u ocultos dentro de obstáculos o enemigos. Los jugadores reciben anillos de bonificación para usar en niveles posteriores si recolectan un cierto porcentaje de anillos dentro de un nivel. Al llegar al lugar donde se encuentra Eggman al final del juego, este presiona un botón que hace que la isla se autodestruya. Los tres héroes logran escapar ilesos, mientras que Eggman queda varado en el mar.

## Desarrollo y lanzamiento
El desarrollo de SegaSonic the Hedgehog comenzó después de que Sega expresara su deseo de crear un videojuego de arcade que recuperara el espíritu de los videojuegos de Sega Genesis. El videojuego es uno de los cuatro videojuegos arcade de la serie Sonic the Hedgehog con el nombre SegaSonic. Fue desarrollado por Sega AM3, una división interna de Sega que creó videojuegos para muebles arcade, con asistencia del Sonic Team. El videojuego fue dirigido por Tomosuke Tsuda; diseñado por Manabu Kusunoki, Kiyoshi Miyagi, Masahiro Hoshino y Satoshi Yamagata; y programado por Hideshi Kawatake, Takashi Hasegawa y Tetsuya Kawauchi. Hiroshi Kawaguchi, Keitaro Hanada y Naoki Tokiwa compusieron la banda sonora.
Según Kusunoki, la idea de los controles trackball se concibió después de que un miembro no especificado del equipo de desarrollo —que era fanático de Marble Madness— sugiriera que funcionaría bien con el estilo la jugabilidad de Sonic. El videojuego usa una placa base Sega System 32, que habilita la opción multijugador y un sistema de gráficos único. También presenta dos nuevos personajes, Ray the Flying Squirrel y Mighty the Armadillo. Ambos fueron diseñados por Kusunoki, quien eligió sus especies ya que pensaba que se controlarían de manera similar a como lo hace Sonic y que ellos, como los erizos, eran oscuros. Mighty también se basó en un prototipo inicial de Sonic. El videojuego también cuenta con actuación de voz, con Takeshi Kusao, Hinako Kanamaru, Yusuke Numata y Masaharu Satō representando a Sonic, Ray, Mighty y Eggman, respectivamente.
El título del videojuego en la fase de desarrollo fue simplemente Sonic the Hedgehog, pero se cambió a SegaSonic porque Sega perdió la marca registrada por el nombre de Sonic durante la producción. Kusunoki no podía recordar por qué se disputó, pero según el periodista de videojuegos John Szczepaniak, Sega of America no entregó su documentación para la marca registrada el 13 de julio de 1993. SegaSonic the Hedgehog apareció en el Summer International Consumer Electronics Show de 1993 y en el Amusement Machine Show de 1993. Fue lanzado en arcades japonesas en octubre de ese año. Se planeó una versión para el 32X pero se canceló. De acuerdo con el cocreador de la serie Yuji Naka, también se consideró su inclusión en la compilación de videojuegos Sonic Gems Collection de 2005 para GameCube y PlayStation 2, pero se excluyó debido a las dificultades para emular los controles trackball en un controlador estándar.

## Recepción y legado
Electronic Gaming Monthly le dio a SegaSonic the Hedgehog un puntaje perfecto de 10 sobre 10. La revista declaró que el videojuego «rompe su percepción de lo que debería ser un buen videojuego», reservando grandes elogios para sus gráficos y música, y la variedad de niveles. También elogió las animaciones y cinemáticas «hilarantes» y animó a los lectores a jugar el videojuego. Computer and Video Games ofreció elogios similares y elogió la atención del videojuego a los detalles, describiéndolo como «altamente recomendado». La revista francesa Mega Force comparó los gráficos isométricos del juego con el videojuego Zaxxon (1982) de Sega y Viewpoint (1992) de SNK.
En medio de una reseña de Sonic Gems Collection en 2005, Phil Theobald (GameSpy) expresó su desilusión de que SegaSonic the Hedgehog no fuera uno de los videojuegos de la compilación, y expresó la esperanza de que algún día se volvería a publicar. En 2014, Justin Towell (GamesRadar) calificó los gráficos del videojuego como impresionantes para 1993, pero la falta de una nueva versión «no fue una gran pérdida». John Szczepaniak ofreció una postura negativa en 2018, debido a un diseño de nivel suave y controles imprecisos que tenían "una borrosidad irritante". Comparó el hacer girar a los personajes con el trackball con sentirse ebrio, y afirmó haber visto a varias personas tratar de jugar el título, pero se daban por vencidos.
Mighty apareció como un personaje jugable en el videojuego Knuckles' Chaotix (1995) de 32X. Durante muchos años, Ray no apareció en otro videojuego, pero él y Mighty aparecieron en la serie de cómics Sonic the Hedgehog publicada por Archie Comics. Ray se convirtió en un miembro de Chaotix junto con Mighty, quien se representa en la serie como su hermano honorario. El videojuego también se menciona en el videojuego de aniversario Sonic Generations (2011), donde aparece un póster de «personas desaparecidas» de Ray y Mighty en City Escape.
Finalmente, Mighty y Ray son personajes jugables en Sonic Mania Plus (2018), una versión ampliada del videojuego Sonic Mania de 2017.